# Lamsoorroest
De lamsoorroest (Uromyces limonii) is een autocoecische roestschimmel die behoort tot de familie Pucciniaceae. Het is een biotrofe parasiet die voorkomt op lamsoor. Hij produceert spermogonia, aecia, uredinia en telia.

## Kenmerken
Spermogonia
Spermogonia zijn honingkleurig en komen voor in kleine groepen.
Aecia
Aecia komen meestal voor op rode en bruine plekken op beide kanten van het blad. De aeciosporen zijn fijnwrattig, geel en meten 21-32 × 18-26 µm. De sporenwand heeft een dikte van 1 tot 1,5 µm.
Uredinia
Uredinia komen voor aan beide kanten van het blad en op de stengels. Ze zijn langwerpig en hebben een diameter van 0,5 tot 
1,5 mm. De urediniosporen zijn geelbruin, dicht- en fijnwrattig en meten 22-32 × 20-28 µm. De sporenwand is 1,5 tot 2,5 µm dik en lichtbruin van kleur. 
Telia
Telia komen voor op beide kanten van het blad en op de stengels. De teliosporen zijn eencellig, glad, pore apicaal aan de top verdikt tot 10 µm. De sporenmaat is 24-50 × 14-25 µm. De sporenwand is geelbruin tot kastanjebruin en heeft een dikte van 1,5 tot 2 µm. De steel is bleekbruin en heeft een lengte tot 80 µm.

## Verspreiding
De lamsoorroest komt wereldwijd voor met uitzondering van Australië. In Nederland komt de lamsoorroest zeldzaam voor. Hij is waargenomen op de waddeneilanden en in Zeeland.